# Kleemann (Unternehmen)
Die Kleemann GmbH ist ein Baumaschinenhersteller mit Sitz in Göppingen und ein Unternehmen der Wirtgen Group. Als Teil der Muttergesellschaft gehört das Unternehmen zum US-amerikanischen Land- und Baumaschinenkonzern Deere & Company.

## Geschichte

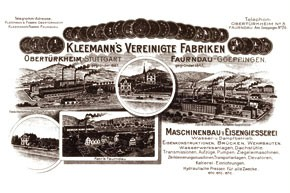
Kleemann's Vereinigte Fabriken zu Beginn des 20. Jahrhunderts

Das Unternehmen geht auf eine kleine Feilenhauerei aus dem Jahr 1857, gegründet durch Ferdinand Kleemann, zurück. Kleemanns Feilenhauerei stellte den ersten industriellen Betrieb des Ortes dar. Er nahm bald Futterschneidmaschinen und weitere Geräte für die Landwirtschaft in sein Firmenangebot auf. Später kamen Kreissägen, Exzenter und Spindelpressen hinzu. Schließlich spezialisierte man sich auf Gesteinsaufbereitung. Zunächst, in den 1920er Jahren, wurden vor allem mobile Brech- und Siebanlagen entwickelt, in den 1960er Jahren standen stationäre und ab den 1980er Jahren raupenmobile Anlagen dieser Art im Vordergrund. Nach dem Zweiten Weltkrieg wurde Gesteinsaufbereitung das Hauptstandbein des Unternehmens.
2005 erfolgte die Umwandlung in die Kleemann GmbH und 2006 ging eine Mehrheitsbeteiligung von 80 Prozent in den Besitz der Wirtgen Group über.
2008 begann der Bau eines neuen Stammwerks der Kleemann GmbH im Stauferpark im Osten Göppingens. Nach einem Jahr Bauzeit konnte das neue Werk auf einer Fläche von 12,5 Hektar in Betrieb genommen werden. Das Unternehmen investierte in den neuen Standort rund 60 Millionen Euro. 2016 erweiterte das Unternehmen sein Werk auf insgesamt 150.000 m² Fläche.
Im Geschäftsjahr 2017 wurde ein Umsatz von 236,1 Mio. Euro erwirtschaftet nach 222,6 Mio. Euro im Vorjahr.
2017 wurde die gesamte Wirtgen Group an das US-amerikanische Unternehmen John Deere verkauft.

## Produkte
Die Maschinen der Kleemann GmbH werden zur Zerkleinerung von Gestein und anderen Materialien eingesetzt. Dabei wird neben Naturgesteinen auch Bauschutt und Asphalt recycelt. Das Unternehmen produziert mobile Backen-, Prall- und Kegelbrecher sowie mobile Siebanlagen.